# Хаяси, Ёсики
Ёсики Хаяси (яп. 林 佳樹 Хаяси Ёсики, род. 20 ноября 1965, Татеяма, Япония) — японский музыкант, композитор, автор песен и продюсер. Ударник и клавишник рок-группы X Japan. Распавшись в 1997 году, X JAPAN собрались снова в 2007 году для записи саундтрека к фильму «Пила 4». После группа выпустила несколько синглов и провела мировой тур. Сам Ёсики как участник этой группы считается одним из основателей Visual kei, название которого придумал также он. В 2000 году Ёсики презентовал сольный проект Violet UK, который представляет собой смесь музыкальных направлений, а в 2007 — японскую супергруппу S.K.I.N., давшую единственный концерт в Лос-Анджелесе. Ёсики сотрудничал с Тэцуей Комуро и записал сингл вместе с Роджером Тейлором.
Ёсики выпустил три классических студийных альбома Eternal Melody (1993), продюсируемый Джорджем Мартином, Eternal Melody II (2005) и Yoshiki Classical (2013). В записи участвовали Лондонский симфонический оркестр и Токийский симфонический оркестр. В 1999 году по просьбе японского правительства он написал и исполнил классическую композицию на празднике в честь десятой годовщины коронации императора Акихито. Так же он сочинил главные темы для мировой выставки World Expo 2005, состоявшейся в Японии, и кинопремии Золотой глобус.

## Биография

### 1965–78: ранние годы.
Ёсики родился 20 ноября 1965 года в городе Татеяма префектуры Тиба и был старшим из двух братьев. Его семья владела магазином ткани для кимоно. С четырёх лет Ёсики брал уроки фортепьяно и теории музыки. Услышав однажды звуки пианино из музыкальной школы неподалёку, он не смог остаться равнодушным. Ёсики рос болезненным ребенком и очень много времени проводил в больнице, и чтобы облегчить его отец приносил Ёсики биографии знаменитых деятелей. Именно тогда Ёсики полюбил Людвига ван Бетховена. С десяти лет Хаяси писал собственные композиции. Именно отец стал решающей личностью о определении музыкального пути юного Ёсики. Именно он покупал сыну раз в месяц пластинки с классическими произведениями, и именно после его самоубийства, чтобы найти облегчение и выплеснуть всю злость и боль, Ёсики открыл для себя рок-музыку в десятилетнем возрасте. Посетив концерт культовой американской хард-рок группы Kiss в 1976, Ёсики начал играть на барабанах и гитаре, и вместе со своим школьным другом Тосимицу Дэямой (позднее вокалистом X Japan) создал рок-группу Dynamite в 1977 году, сменившую название на Noise год спустя. Группа принимала участие в школьных конкурсах, выделявшаяся на фоне остальных тем, что исполняла не только каверы, но и собственные песни. В школьном оркестре Ёсики играл на трубе.
Ёсики хотел стать пианистом, но отозвал документы из университета, решив посвятить себя рок-музыке.
Окончив школу, Ёсики переехал в Токио.

### 1982-90: формирование X Japan
Основная статья: X Japan

После распада Noise в 1982 году, Ёсики и Тоси создали новую группу под названием Х. Несогласный с политикой большинства крупных лейблов, в 1986 году Ёсики основал собственный независимый лейбл Extasy Records, где группа и выпустила свой первый альбом Vanishing Vision. 26 декабря 1987 года группа приняла участие в прослушивании CBS / Sony, которое и привело к подписанию контракта в августе следующего года. Выход второго альбома в 1989 году был настоящим прорывом,  Blue Blood достиг шестой позиции в чарте Oricon и держался более 100 недель. В 1991 году они выпустили альбом Jealousy, разошедшийся миллионным тиражом, и X Japan стали первой метал-группой, выступившей на стадионе Tokyo Dome, вместимостью 55 тысяч человек.

### 1991-99: сольная карьера (Eternal Melody)
В том же году он занялся сольным проектом. Ёсики записал альбом классических композиций, включая две собственные Yoshiki Selection. Сборник вышел 12 декабря.

Сотрудничал с Тэцуей Комуро для V2 на концерте в Tokyo Bay NK Hall 5 декабря 1991, а в январе следующего года совместно с Комуро выпустил сингл Haitoku no Hitomi ~Eyes of Venus~/Virginity, занявший вторую строчку чартов.
В 1992, решив вместе с группой переехать в Америку, он купил студию в Северном Голливуде. Впоследствии на Extasy Recording Studios будут записаны почти все его композиции. В начале девяностых на его лейбле дебютировали такие группы, как Glay и Luna Sea.

## Благотворительность
Ёсики основал фонд помощи пострадавшим от цунами в Японии  "Yoshiki Foundation".

## Личная жизнь
В настоящее время проживает в Лос-Анджелесе, США. В браке не состоит, детей нет.

## Инструменты
Ёсики - мультиинструменталист. Он играет на перкуссии, барабанах, фортепиано, органе, гитаре и трубе.

## Дискография

### Сольные работы
Студийные альбомы.
- Eternal Melody (21 апреля 1993) Oricon #6
- Eternal Melody II (23 марта 2005) #14
- Yoshiki Classical (27 августа 2013) #4

Компиляции
- Yoshiki Selection (12 декабря 1991) Oricon #17
- A Music Box For Fantasy (25 июля 1993)
- Yoshiki Selection II (11 апреля 1996) #17

Синглы
- "Amethyst" (Лондонский Симфонический Оркестр, 3 ноября 1993) Oricon #5
- "Foreign Sand" (вместе с Роджером Тейлором, 1 июня 1994) #13
- "Golden Globe Theme" (15 января 2013)

Прочее
- Kiss My Ass: Classic Kiss Regrooved (21 июня 1994)
- Tribute Spirits (1 мая 1999)
- Ai Chikyu-haku presents Global Harmony (26 марта 2003)
- Ai Chikyu-haku presents Love the Earth (30 марта 2005)

Видео
- Anniversary (18 мая 2000)
- Symphonic Concert with Tokyo City Philharmonic Orchestra feat. Violet UK (30 марта 2005) #12

### Совместные работы
Совместно с X Japan
Совместно с Violet UK
- "Sex and Religion" (19 декабря 2005)
- "Blue Butterfly" (3 октября 2007)
- "Rosa -Movie Mix-" (29 апреля 2009)

Совместно с L.O.X
- Shake Hand (25 июня, 1990, барабаны (как Рей Сиратори))
- Tribute to Masami Kegare naki Buta-tomodachi e!! (Tribute to Masami 汚れなき豚友達へ!!?) (Various Artists, 20 сентября 2002, барабаны: "Kokoro Talk" (как Рей Сиратори))

Совместно с V2
- "Haitoku no Hitomi ~Eyes of Venus~/Virginity" (背徳の瞳 〜Eyes of Venus〜/Virginity?) (19 января 1992) #2
- V2 Special Live Virginity 1991.12.5 (DVD, 25 марта 1992)

Совместно с Globe
- "Seize the Light" (27 ноября 2002) #8
- 8 Years: Many Classic Moments (27 ноября 2002) #2
- "Get It on Now" (feat. Keiko, 26 марта 2003) #35
- Level 4 (26 марта 2003) #17

ToshI feat. Yoshiki
- "Crystal Piano no Kimi" (24 января 2011)
- ToshI feat. Yoshiki Special Concert Luxury Box Set (25 июня 2011)
- "Haru no Negai/I'll Be Your Love" (18 августа 2011)

Совместно с Hyde
- "Red Swan" (3 октября 2018)

### Работы при участии Ёсики
| Дата | Сингл                                 | Артист        | Кредиты                                                              |
| ---- | ------------------------------------- | ------------- | -------------------------------------------------------------------- |
| 1986 | "Mystery Temptation"                  | Poison        | продюсер                                                             |
| 1993 | "Ima wo Dakishimete" (今を抱きしめて) | NOA           | автор слов, композитор, аранжировщик, продюсер                       |
| 1994 | "Rain"                                | Glay          | автор слов, сокомпозитор, аранжировщик, продюсер                     |
| 1997 | "Moment"                              | Хидэки Сайдзё | композитор, аранжировщик, продюсер                                   |
| 1998 | "Begin"                               | Сёко Китано   | автор слов, композитор, аранжировщик, продюсер                       |
| 1998 | "Bara to Midori" (薔薇と緑)           | Сёко Китано   | автор слов, композитор, аранжировщик, продюсер                       |
| 1999 | "Akuro no Oka"                        | Dir en grey   | аранжировщик, продюсер                                               |
| 1999 | "-Zan-"                               | Dir en grey   | аранжировщик, продюсер                                               |
| 1999 | "Yurameki"                            | Dir en grey   | аранжировщик, продюсер                                               |
| 1999 | "Cage"                                | Dir en grey   | аранжировщик, продюсер                                               |
| 1999 | "Yokan"                               | Dir en grey   | аранжировщик, продюсер                                               |
| 2000 | "Pearl"                               | Shiro         | аранжировщик, продюсер                                               |
| 2000 | "LR-7"                                | Beast         | аранжировщик, продюсер                                               |
| 2000 | "Happy Driving"                       | Revenus       | исполнительный продюсер                                              |
| 2000 | "Chemical"                            | Beast         | аранжировщик, продюсер                                               |
| 2000 | "Shinku no Hana" (深紅の花)           | Сидзука Кудо  | автор слов (как Томоми Татибана), композитор, аранжировщик, продюсер |
| 2000 | "Tōmei na Jibun" (透明な自分)         | Shiro         | продюсер                                                             |
| 2001 | "Sen no Hitomi" (千の瞳)              | Revenus       | аранжировщик, продюсер                                               |
| 2001 | "Vision"                              | Beast         | исполнительный продюсер                                              |
| 2001 | "Flower"                              | Revenus       | аранжировщик, исполнительный продюсер                                |
| 2001 | "Digital Crazy Kong"                  | Brain Drive   | исполнительный продюсер                                              |
| 2001 | "Lilac"                               | Flangers      | исполнительный продюсер                                              |
| 2002 | "Atarashii Door" (新しいドア)         | Flangers      | исполнительный продюсер                                              |
| 2002 | "Acacia"                              | Revenus       | исполнительный продюсер                                              |
| 2002 | "Yorugoe" (よるごえ)                  | Pick 2 Hand   | исполнительный продюсер                                              |
| 2003 | "I'll Be Your Love"                   | Dahlia        | автор лирики, композитор, аранжировщик, продюсер                     |
| 2004 | "Scorpio"                             | TRAX          | композитор, аранжировщик, продюсер                                   |
| 2005 | "Rhapsody"                            | TRAX          | композитор, аранжировщик, продюсер                                   |

| Дата | Альбом                   | Артист           | Кредиты                                                     |
| ---- | ------------------------ | ---------------- | ----------------------------------------------------------- |
| 1989 | The Inner Gates          | Baki             | пиано, аранжировка "In My Heart Cave"                       |
| 1990 | Habit of Sex             | Ex-Ans           | пиано в "Different Malice"                                  |
| 2001 | Kusa Ikire (クサ イキレ) | Pick 2 Hand      | исполнительный продюсер                                     |
| 2001 | Imagination lens         | Beast            | исполнительный продюсер                                     |
| 2001 | Humanistic               | Abandoned Pools  | исполнительный продюсер                                     |
| 2001 | Believer                 | Laura Dawn       | продюсер "I Would"                                          |
| 2001 | Super Turtle Attack      | Ladies Room      | исполнительный продюсер                                     |
| 2002 | Before the Beginning     | Aja Daashuur     | исполнительный продюсер                                     |
| 2002 | Zerøspace                | Kidneythieves    | исполнительный продюсер                                     |
| 2002 | Glory Days               | Revenus          | исполнительный продюсер                                     |
| 2003 | Gain (가인)              | Jo Sungmo        | композитор "Geudaeppunieoseo" (그대뿐이어서)                |
| 2004 | Takarazuka Mime!         | Takarazuka Revue | композитор "Sekai no Owari no Yoru ni" (世界の終わりの夜に) |
| 2007 | Катакомбы                | саундтреки       | продюсер                                                    |
| 2008 | Рипо! Генетическая опера | саундтреки       | продюсер                                                    |

Прочие работы
- Remedy (Abandoned Pools, 2002, камео в музыкальном видео)
- To Be the Best (Tenacious D, March 26, 2012, камео в музыкальном видео)